# 六淫
六淫為中医学名詞，包括风、寒、暑、湿、燥、火六種源於外界導致人身病氣的元素。
正常情況下，風、寒、暑、濕、燥、火是自然界四季氣候變化的表現，稱為六氣。六氣有利於萬物生長，人體的生理也與四季六氣的變化相適應，所以一般不易使人生病。當氣候變化異常，即六氣太過、不及或非其時而有其氣（例如春天應溫而反寒，秋天應涼而反熱），或氣候變化急遽，如暴寒或暴熱，或正氣不足，人體抵抗力下降時，六氣成為致病的因素，此時稱為六淫。淫是過度、過甚、無節制的意思。除了物理性的因素，六淫主要指生物性的致病因素。
六淫邪氣大多經由肌表或口鼻侵入人體而引起外感病，故又稱為外感六淫。六淫致病多與季節、居處環境有關，例如春季多風病，夏季多暑病，長夏多濕病，秋季多燥病，冬季多寒病，中國東南沿海地區多濕病、西北地區多寒病燥病等。